# 黑溪徑
黑溪徑是加拿大安大略省多倫多的一條四車道南北主向幹道。它通過400號省道將韋斯頓道及漢伯道（Humber Boulevard）與401號省道連接起來，後者形成了向南的延伸。黑溪徑在珍街東南部的楓葉徑（Maple Leaf Drive）行車天橋處正式過渡到400號省道。這條道路以黑溪峽谷命名，大部分路線與黑溪峽谷平行。限速為70每小時（43英里每小時）。作為市政道路，由多倫多警察隊警員巡邏。

## 路線概述

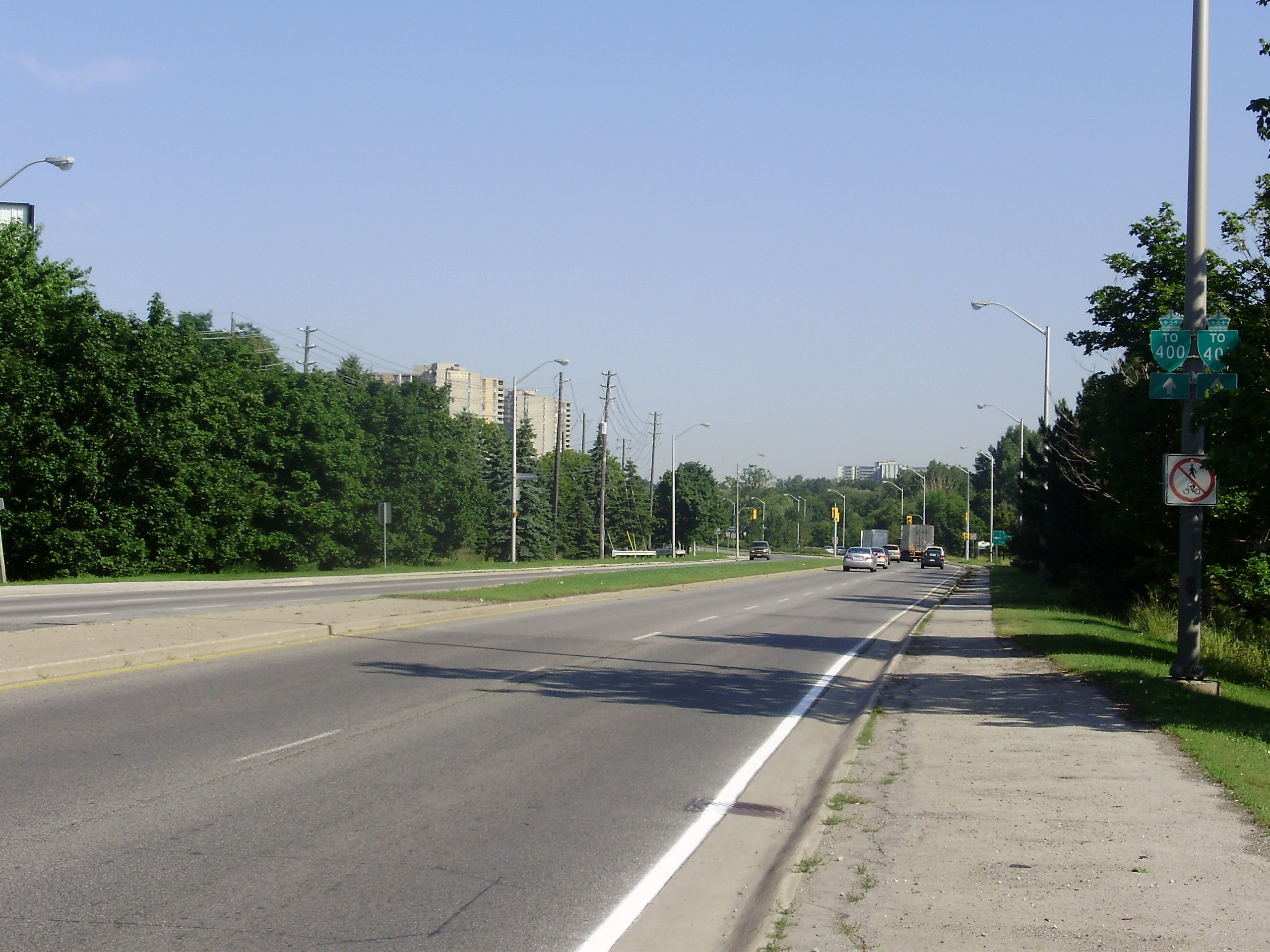
艾靈頓西路以北的黑溪徑

黑溪徑的南端始於多倫多丹尼士山社區的韋斯頓道夾漢伯道（Humber Boulevard）路口。這條四車道道路穿過GO運輸基秦拿線及聯合車站-皮爾遜機場快線鐵路走廊的鐵軌下方。道路沿黑溪向北行進，並由此得名。基理士杜公園（Keelesdale Park）位於東邊。道路繼續向西北偏北延伸，與艾靈頓西路相交。加冕公園（Coronation Park）及Trethewey Park 佔據艾靈頓路以北道路的東側，而西側則用於商業及工業。這片土地的大部分曾經是柯達工廠，如今僅以攝影徑（Photography Drive）的存在為標誌。在Trethewey Drive與羅倫斯西路之間，黑溪徑穿過黑溪峽谷內的住宅區。羅倫斯路以北，道路與黑溪峽谷分開。它與從頭頂經過的皇后徑（Queens Drive）和楓葉徑（Maple Leaf Drive）在地面上是分開的。
在楓葉徑行車天橋處，黑溪徑成為400號省道，此後路段歸安大略省運輸廳管轄。該道路在夾攝影徑、艾靈頓西路、Todd Bayliss Boulevard、Trethewey Drive及羅倫斯西路的交叉口設有信號燈。從Trethewey Drive以北，兩個方向由混凝土屏障隔開，而從羅倫斯路以北，兩個方向由一組鋼護欄隔開。在Trethewey Drive以南，兩個方向被草地中線隔開。整個路線的限速為70 km/h（43 mph）。單車及行人禁止使用艾靈頓路以北的道路及鋪砌的路肩。

## 引用
1. ↑  Google Inc.  (地图). Google Inc. June 3, 2021  [June 3, 2021].
2. ↑  明報加東版. . www.mingpaocanada.com.   [2023-08-13].
3. ↑  明報新聞網海外版 - 加東版(多倫多) - Canada Toronto Chinese Newspaper - 要聞. . www.mingpaocanada.com.   [2023-08-13].
4. ↑  Transportation Services, City of Toronto 2008，第55頁.
5. 1 2   (地图). Cartography by Rand McNally. Allmaps Canada: 48. 1996.
6. ↑  Burley, Robert. . Globe and Mail. August 25, 2007  [June 3, 2021]. （原始内容存档于2023-08-14）.
7. ↑  Ministry of Transportation of Ontario. . 2016  [January 1, 2021]. （原始内容存档于2020-12-15）.
8. ↑  Transportation Services, City of Toronto 2008，第33頁.
9. ↑  Transportation Services.  (PDF) (报告). City of Toronto. May 19, 2009  [January 26, 2021]. （原始内容存档 (PDF)于2023-08-14）.

## 外部連結
- Black Creek Drive - Length and Route